# Ramal de Paracambi
| \| \| \| EFCB - Linha do Centro \| \| \| \| 0,0 \| Guedes da Costa \| Guedes da Costa \| \| \| \| EFCB - Linha do Centro \| \| \| \| \| Doutor Eiras \| \| \| \| \| Lages \| \| \| \| 8,2 \| Paracambi \| Paracambi \| |     |                        |                        |
| Strecke von links |     | EFCB - Linha do Centro | EFCB - Linha do Centro |
| Bahnhof | 0,0 | Guedes da Costa        | Guedes da Costa        |
| Abzweig geradeaus und nach rechts |     | EFCB - Linha do Centro | EFCB - Linha do Centro |
| Bahnhof |     | Doutor Eiras           | Doutor Eiras           |
| Bahnhof |     | Lages                  | Lages                  |
| Kopfbahnhof Streckenende | 8,2 | Paracambi              | Paracambi              |

Der Ramal de Paracami war eine der ersten Eisenbahnstrecken Brasiliens überhaupt und wurde durch die Gesellschaft Estrada de Ferro Dom Pedro später übergehend in Estrada de Ferro Central do Brasil, zwischen 1858 und 1861 gebaut. Noch heute funktioniert die Strecke im Vorortverkehr der Gesellschaft Supervias. 